# El comienzo del Big Bang
El comienzo del Big Bang è il primo album live di Amaral, pubblicato nel 2005. È stato realizzato durante il concerto che la band ha tenuto al Palau Sant Jordi di Barcellona il 17 settembre del 2005.

## Tracce
Concerto:
1. Intro
2. El universo sobre mí
3. Revolución
4. Resurrección
5. Te necesito
6. Marta, Sebas, Guille y los demás
7. "Sin ti no soy nada
8. Subamos al cielo
9. Salir corriendo
10. Como hablar
11. En sólo un segundo
12. Toda la noche en la calle
13. Moriría por vos
14. Estrella de mar
15. En el río
16. Rosita
17. Enamorada
18. Big Bang
19. Tarde para cambiar
20. Días de verano
21. Mi alma perdida
22. No soy como tú
23. Salta
24. Esta madrugada

Soundcheck:
1. Días de verano
2. Moriría por vos
3. Revolución
4. Marta, Sebas, Guille y los demás
5. Tardes